# Liste des circonscriptions législatives du Doubs

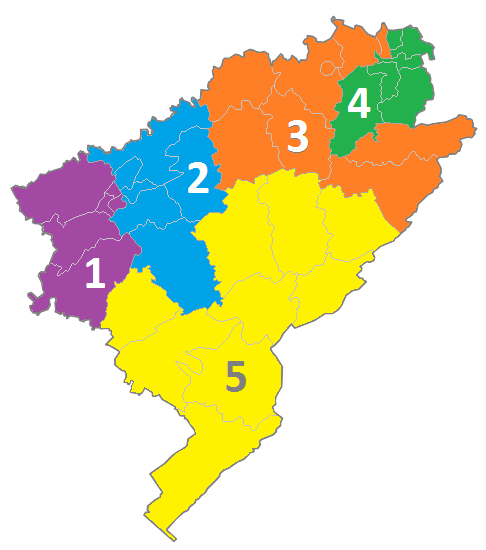
Carte des circonscriptions du Doubs depuis 1988.

Le département français du Doubs est, sous la Cinquième République, constitué de trois circonscriptions législatives de 1958 à 1986, puis de cinq circonscriptions depuis le redécoupage de 1986, ce nombre étant maintenu lors du redécoupage de 2010, entré en application à compter des élections législatives de 2012. À noter que, malgré la modification de la carte cantonale opérée en 2014, les circonscriptions législatives lors des élections de juin 2017 sont celles qui ont été définies en 2010.

## Présentation
Par ordonnance du 13 octobre 1958 relative à l'élection des députés à l'Assemblée nationale, le département du Doubs est d'abord constitué de trois circonscriptions électorales. 
Lors des élections législatives de 1986 qui se sont déroulées selon un mode de scrutin proportionnel à un seul tour par listes départementales, le nombre de sièges du Doubs a été porté de trois à cinq.
Le retour à un mode de scrutin uninominal majoritaire à deux tours en vue des élections législatives suivantes, a maintenu ce nombre de cinq sièges,, selon un nouveau découpage électoral.
Le redécoupage des circonscriptions législatives réalisé en 2010 et entrant en application à compter des élections législatives de juin 2012, n'a modifié ni le nombre ni la répartition des circonscriptions du Doubs.

## Composition des circonscriptions

### Composition des circonscriptions de 1958 à 1986
À compter de 1958, le département du Doubs comprend trois circonscriptions regroupant les cantons suivants :
- 1re circonscription : Audeux, Besançon-Nord, Besançon-Sud, Boussières, Marchaux, Ornans, Quingey, Roulans.
- 2e circonscription : Audincourt, Baume-les-Dames,  Clerval, Hérimoncourt, L'Isle-sur-le-Doubs, Montbéliard, Pont-de-Roide,   Rougemont, Saint-Hippolyte.
- 3e circonscription :   Amancey, Levier, Maîche, Montbenoît, Morteau, Mouthe, Pierrefontaine-les-Varans, Pontarlier, Le Russey, Vercel.

### Composition des circonscriptions à partir de 1986
À compter du découpage de 1986, le département du Doubs comprend cinq circonscriptions avec la répartition suivante, datant de 2010, entre les 35 anciens cantons :
- 1re circonscription : Audeux, Besançon-Nord-Ouest, Besançon-Ouest, Besançon-Planoise, Boussières, Quingey.
- 2e circonscription : Besançon-Est, Besançon-Nord-Est, Besançon-Sud, Marchaux, Ornans, Roulans.
- 3e circonscription : Baume-les-Dames, Clerval, L'Isle-sur-le-Doubs, Maîche, Montbéliard-Est, Montbéliard-Ouest, Rougemont, Saint-Hippolyte.
- 4e circonscription : Audincourt, Étupes, Hérimoncourt, Pont-de-Roide, Sochaux-Grand-Charmont, Valentigney.
- 5e circonscription : Amancey, Levier, Montbenoît, Morteau, Mouthe, Pierrefontaine-les-Varans, Pontarlier, Le Russey, Vercel-Villedieu-le-Camp.

Pour les élections législatives de juin 2017, c'est ce découpage qui fait référence, bien que le département comporte 19 cantons depuis 2014.